# Owendo
Owendo är en ort i Gabon. Den ligger i provinsen Estuaire, i den nordvästra delen av landet, 13 km sydost om huvudstaden Libreville. Antalet invånare är 79 300.